# Giro del Belgio 2004
Il Giro del Belgio 2004, settantaquattresima edizione della corsa, si disputò in cinque tappe tra il 19 e il 23 maggio 2004, su un percorso di 909 km. Fu vinto dal francese Sylvain Chavanel.

## Tappe
| Tappa  | Data      | Percorso                              | km  | Vincitore di tappa | Leader cl. generale |
| ------ | --------- | ------------------------------------- | --- | ------------------ | ------------------- |
| 1ª     | 19 maggio | Ostenda > Ostenda                     | 184 | Gianluca Bortolami | Geert Omloop        |
| 2ª     | 20 maggio | Ostenda > Knokke-Heist                | 179 | Tom Boonen         | Geert Omloop        |
| 3ª     | 21 maggio | Knokke-Heist > Buggenhout             | 194 | Max van Heeswijk   | Gianluca Bortolami  |
| 4ª-1ª  | 22 maggio | Malines > Malines (cron. individuale) | 13  | Bert Roesems       | Sylvain Chavanel    |
| 4ª-2ª  | 22 maggio | Malines > Malines                     | 115 | annullata          | Sylvain Chavanel    |
| 5ª     | 23 maggio | Ans > Eupen                           | 224 | Björn Leukemans    | Sylvain Chavanel    |
| Totale | Totale    | Totale                                | 909 |                    |                     |

## Squadre e corridori partecipanti
| N.    | Cod. | Squadra                           |
| ----- | ---- | --------------------------------- |
| 1-8   | MRB  | Mr Bookmaker.com-Palmans          |
| 11-18 | LOT  | Lotto-Domo                        |
| 21-27 | QSD  | Quick Step-Davitamon              |
| 31-38 | USP  | US Postal Service p/b Berry Floor |
| 41-48 | LAN  | Landbouwkrediet-Colnago           |
| 51-58 | LAM  | Lampre                            |
| 61-68 | RAB  | Rabobank                          |
| 71-78 | CHO  | Choc. Jacques-Wincor Nixdorf      |

| N.      | Cod. | Squadra                          |
| ------- | ---- | -------------------------------- |
| 81-87   | A2R  | AG2R Prévoyance                  |
| 91-98   | VLA  | Vlaanderen-T Interim             |
| 101-108 | BLB  | Brioches La Boulangère           |
| 111-118 | REB  | Relax-Bodysol                    |
| 121-128 | BCT  | Bankgiroloterij                  |
| 132-138 | JVL  | Jong Vlaanderen 2016             |
| 141-147 | COF  | Cofidis, le Crédit par Téléphone |

## Dettagli delle tappe

### 1ª tappa
- 19 maggio: Ostenda > Ostenda – 184 km

Risultati
| Pos. | Corridore          | Squadra         | Tempo    |
| ---- | ------------------ | --------------- | -------- |
| 1    | Gianluca Bortolami | Lampre          | 4h50'40" |
| 2    | Geert Omloop       | Mr Bookmaker    | s.t.     |
| 3    | Michail Timošin    | Landbouwkrediet | s.t.     |

| Pos. | Corridore          | Squadra         | Tempo    |
| ---- | ------------------ | --------------- | -------- |
| 1    | Geert Omloop       | Mr Bookmaker    | 4h05'29" |
| 2    | Gianluca Bortolami | Lampre          | a 1"     |
| 3    | Michail Timošin    | Landbouwkrediet | a 2"     |

### 2ª tappa
- 20 maggio: Ostenda > Knokke-Heist – 179 km

Risultati
| Pos. | Corridore       | Squadra    | Tempo    |
| ---- | --------------- | ---------- | -------- |
| 1    | Tom Boonen      | Quick Step | 4h20'43" |
| 2    | Stefan van Dijk | Lotto-Domo | s.t.     |
| 3    | Roy Sentjens    | Rabobank   | s.t.     |

| Pos. | Corridore          | Squadra         | Tempo    |
| ---- | ------------------ | --------------- | -------- |
| 1    | Geert Omloop       | Mr Bookmaker    | 8h26'12" |
| 2    | Gianluca Bortolami | Lampre          | a 1"     |
| 3    | Michail Timošin    | Landbouwkrediet | a 2"     |

### 3ª tappa
- 21 maggio: Knokke-Heist > Buggenhout – 194 km

Risultati
| Pos. | Corridore        | Squadra        | Tempo    |
| ---- | ---------------- | -------------- | -------- |
| 1    | Max van Heeswijk | US Postal      | 4h46'26" |
| 2    | Janek Tombak     | Cofidis        | s.t.     |
| 3    | Bert Hiemstra    | Chocolade Jac. | s.t.     |

| Pos. | Corridore          | Squadra         | Tempo     |
| ---- | ------------------ | --------------- | --------- |
| 1    | Gianluca Bortolami | Lampre          | 13h12'37" |
| 2    | Geert Omloop       | Mr Bookmaker    | a 1"      |
| 3    | Michail Timošin    | Landbouwkrediet | a 3"      |

### 4ª tappa-1ª semitappa
- 22 maggio: Malines > Malines – Cronometro individuale – 13 km

Risultati
| Pos. | Corridore        | Squadra        | Tempo  |
| ---- | ---------------- | -------------- | ------ |
| 1    | Bert Roesems     | Relax-Bodysol  | 15'51" |
| 2    | Bart Voskamp     | Chocolade Jac. | a 2"   |
| 3    | Sylvain Chavanel | Brioches       | s.t.   |

| Pos. | Corridore        | Squadra        | Tempo     |
| ---- | ---------------- | -------------- | --------- |
| 1    | Sylvain Chavanel | Brioches       | 13h28'43" |
| 2    | Bart Voskamp     | Chocolade Jac. | a 3"      |
| 3    | Max van Heeswijk | US Postal      | a 18"     |

### 4ª tappa-2ª semitappa
- 22 maggio: Malines > Malines – 115 km

La tappa fu neutralizzata dalla giuria. A 20 km dal traguardo il gruppo si fermò per protesta, giudicando il circuito finale troppo pericoloso. Dopo l'interruzione, la gara riprese. Al traguardo giunse primo Samuele Marzoli, ma la giuria decise di annullare la semitappa.

### 5ª tappa
- 23 maggio: Ans > Eupen – 224 km

Risultati
| Pos. | Corridore       | Squadra         | Tempo    |
| ---- | --------------- | --------------- | -------- |
| 1    | Björn Leukemans | Mr Bookmaker.   | 5h50'54" |
| 2    | Janek Tombak    | Cofidis         | a 4"     |
| 3    | Michail Timošin | Landbouwkrediet | a 6"     |

| Pos. | Corridore        | Squadra        | Tempo     |
| ---- | ---------------- | -------------- | --------- |
| 1    | Sylvain Chavanel | Brioches       | 19h19'47" |
| 2    | Bart Voskamp     | Chocolade Jac. | a 3"      |
| 3    | Max van Heeswijk | US Postal      | a 18"     |

## Classifiche finali

### Classifica generale
| Pos. | Corridore             | Squadra        | Tempo     |
| ---- | --------------------- | -------------- | --------- |
| 1    | Sylvain Chavanel      | Brioches       | 19h19'47" |
| 2    | Bart Voskamp          | Chocolade Jac. | a 3"      |
| 3    | Max van Heeswijk      | US Postal      | a 18"     |
| 4    | Víctor Hugo Peña      | US Postal      | a 28"     |
| 5    | Rik Verbrugghe        | Lotto-Domo     | a 30"     |
| 6    | Jurgen Van Den Broeck | US Postal      | a 31"     |
| 7    | Gianluca Bortolami    | Lampre         | a 33"     |
| 8    | Roy Sentjens          | abobank        | a 46"     |
| 9    | Manuel Quinziato      | Lampre         | a 47"     |
| 10   | Jurgen Van Goolen     | Quick Step     | a 51"     |

### Classifica a punti
| Pos. | Corridore        | Squadra         | Punti |
| ---- | ---------------- | --------------- | ----- |
| 1    | Janek Tombak     | Cofidis         | 58    |
| 2    | Michail Timošin  | Landbouwkrediet | 57    |
| 3    | Max van Heeswijk | US Postal       | 48    |
| 4    | Manuel Quinziato | Lampre          | 47    |
| 5    | Tom Boonen       | Quick Step      | 45    |

### Classifica sprint
| Pos. | Corridore        | Squadra         | Punti |
| ---- | ---------------- | --------------- | ----- |
| 1    | Stuart O'Grady   | Cofidis         | 32    |
| 2    | Rik Verbrugghe   | Lotto-Domo      | 16    |
| 3    | Michail Timošin  | Landbouwkrediet | 13    |
| 4    | Manuel Quinziato | Lampre          | 11    |
| 5    | Thomas Voeckler  | Brioches        | 11    |

### Classifica scalatori
| Pos. | Corridore          | Squadra         | Punti |
| ---- | ------------------ | --------------- | ----- |
| 1    | Alain van Katwijk  | Bankgiroloterij | 103   |
| 2    | Sébastien Rosseler | Relax-Bodysol   | 62    |
| 3    | Tom Boonen         | Quick Step      | 39    |
| 4    | Rik Verbrugghe     | Lotto-Domo      | 17    |
| 5    | Johan Vansummeren  | Relax-Bodysol   | 10    |

### Classifica a squadre
| Pos. | Squadra                           | Tempo     |
| ---- | --------------------------------- | --------- |
| 1    | US Postal Service p/b Berry Floor | 58h00'45" |
| 2    | Lampre                            | a 45"     |
| 3    | Chocolade Jacques-Wincor Nixdorf  | a 1'04"   |
| 4    | Lotto-Domo                        | a 1'40"   |
| 5    | Cofidis, le Crédit par Téléphone  | a 3'14"   |